# Google Videos
Google Videos (dawniej: Google Video) – wyszukiwarka filmów w internecie przeszukująca filmy dodane przez użytkowników YouTube oraz innych dużych serwisów.
Google Video umożliwiało (do maja 2007 roku) użytkownikom publikowanie klipów video, które potem można oglądać ze stron Google Video.
2 marca 2007 oficjalny blog Google Video został zamknięty, a ekipa bloga dołączyła do redaktorów internetowego dziennika YouTube, gdzie można było zobaczyć polecane filmiki z obu serwisów.
29 kwietnia 2011 roku ze strony internetowej zostały usunięte wszystkie materiały przesłane przez użytkowników do Google Video. Do 20 sierpnia 2012 roku użytkownicy mogli pobrać dane, usunąć swoje konto lub przenieść filmy do YouTube.